# Parc de Bécon
Le parc de Bécon est un espace vert de Courbevoie, dans le quartier de Bécon-les-Bruyères. Accessible par le 178, boulevard Saint-Denis, il se situe à côté du pavillon des Indes et du musée Roybet.

## Historique

### Époque carolingienne
Le site du parc de Bécon aurait été occupé à l'époque carolingienne durant laquelle une tour-phare aurait été érigée, d'où une origine possible du nom du quartier de Bécon.

### Le château de Bécon

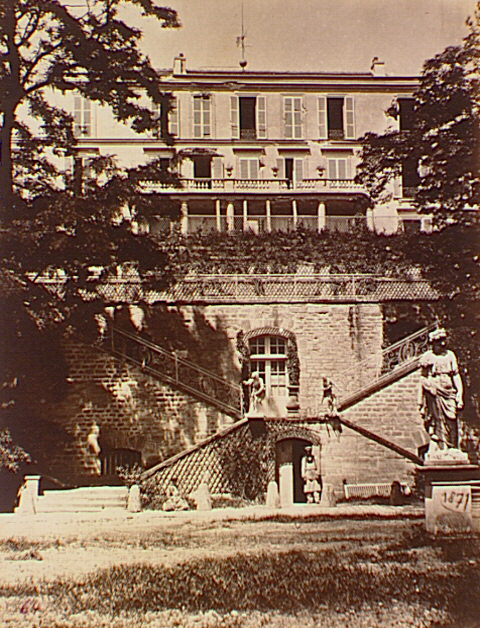
Le château dans les années 1870.

Le château de Bécon est acheté en 1818 par le comte du Cayla, pair de France, puis il appartient à sa fille Philippine demeurée célibataire morte en 1877, mais il est vendu en 1826 à la famille Orsini, puis en 1837 au docteur Guillié, ophtalmologiste. Le château est acheté en 1869 par le prince George Barbu Știrbei qui, bien plus tard, y fait venir ses filles adoptives Consuelo Fould et Georges Achille-Fould. Le château est fortement endommagé par les bombes durant le siège de Paris par les prussiens en 1870. Le sculpteur Jean-Baptiste Carpeaux y loue un des pavillons. Le sol alentour est gravement endommagé par les bombardements de la Seconde Guerre mondiale et peu après le château doit être rasé.

## Description
Le parc est un espace arboré d'environ trois hectares, qui s'étend sur deux niveaux, du boulevard Saint-Denis au quai du Maréchal-Joffre. Il abrite le musée Roybet-Fould adossé au pavillon de Suède-Norvège de l'exposition universelle de 1878, ainsi que le Pavillon des Indes de la même exposition, une orangerie et un théâtre de verdure. À l'intérieur du parc, au niveau du quai se trouve le fronton de la caserne Charras, classé monument historique. Le parc propose de nombreux points de jeux pour enfant comme deux bac à sable, des toboggans, trois tables de tennis de table et un terrain de basket-ball, un manège et un point de restauration, entre autres aménagements.

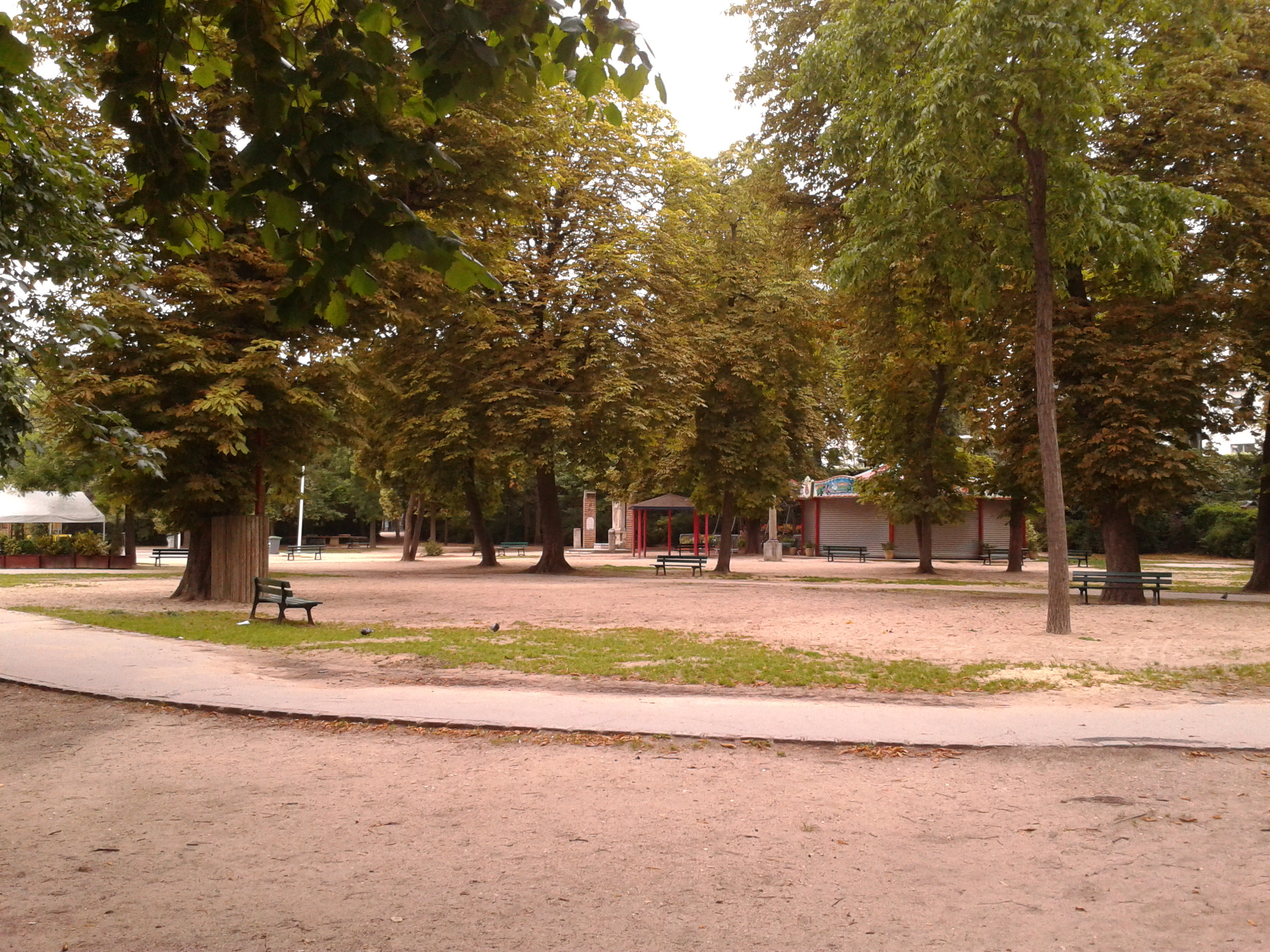
La partie est du parc, avec un manège.
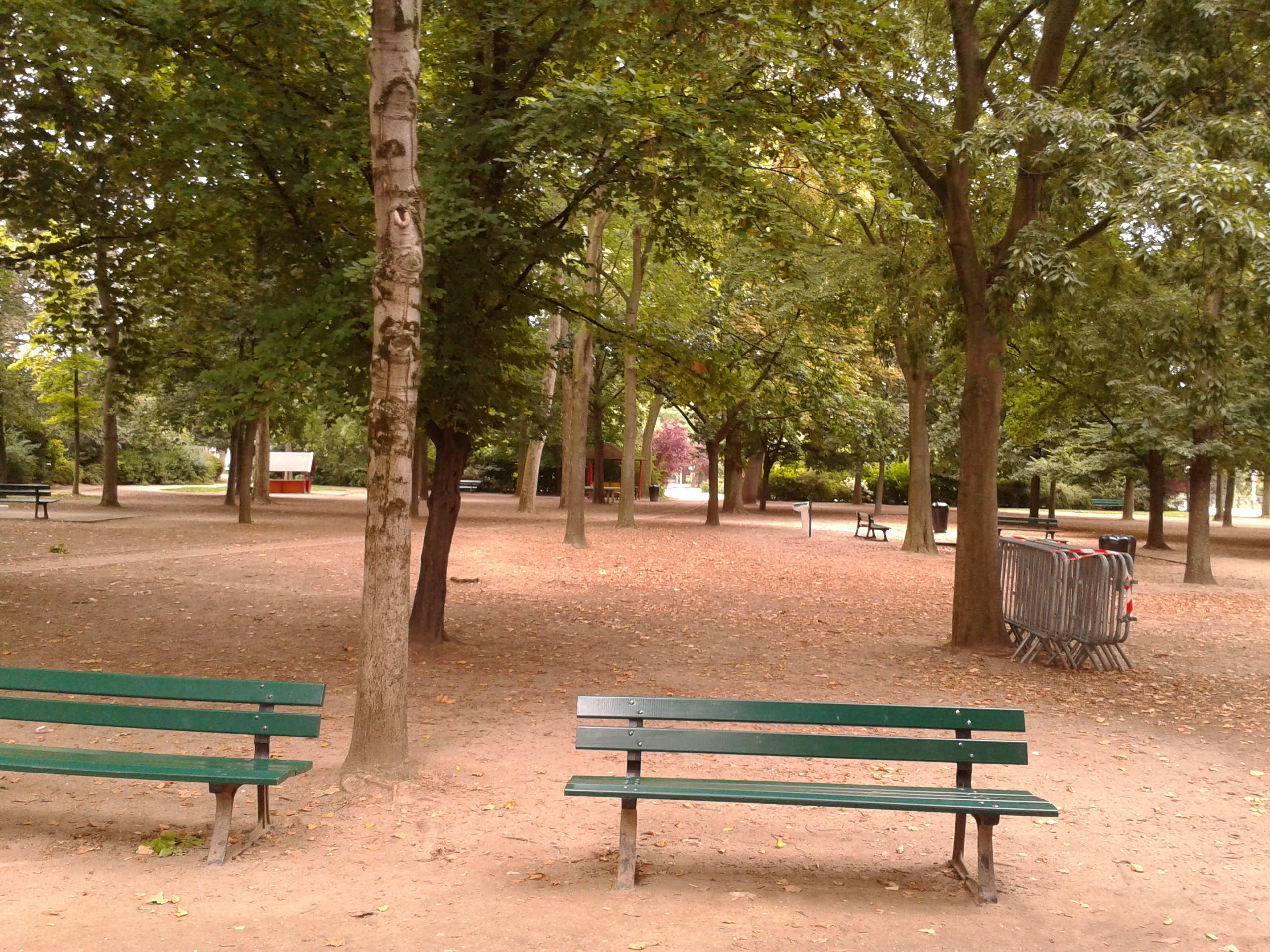
La partie ouest du parc.
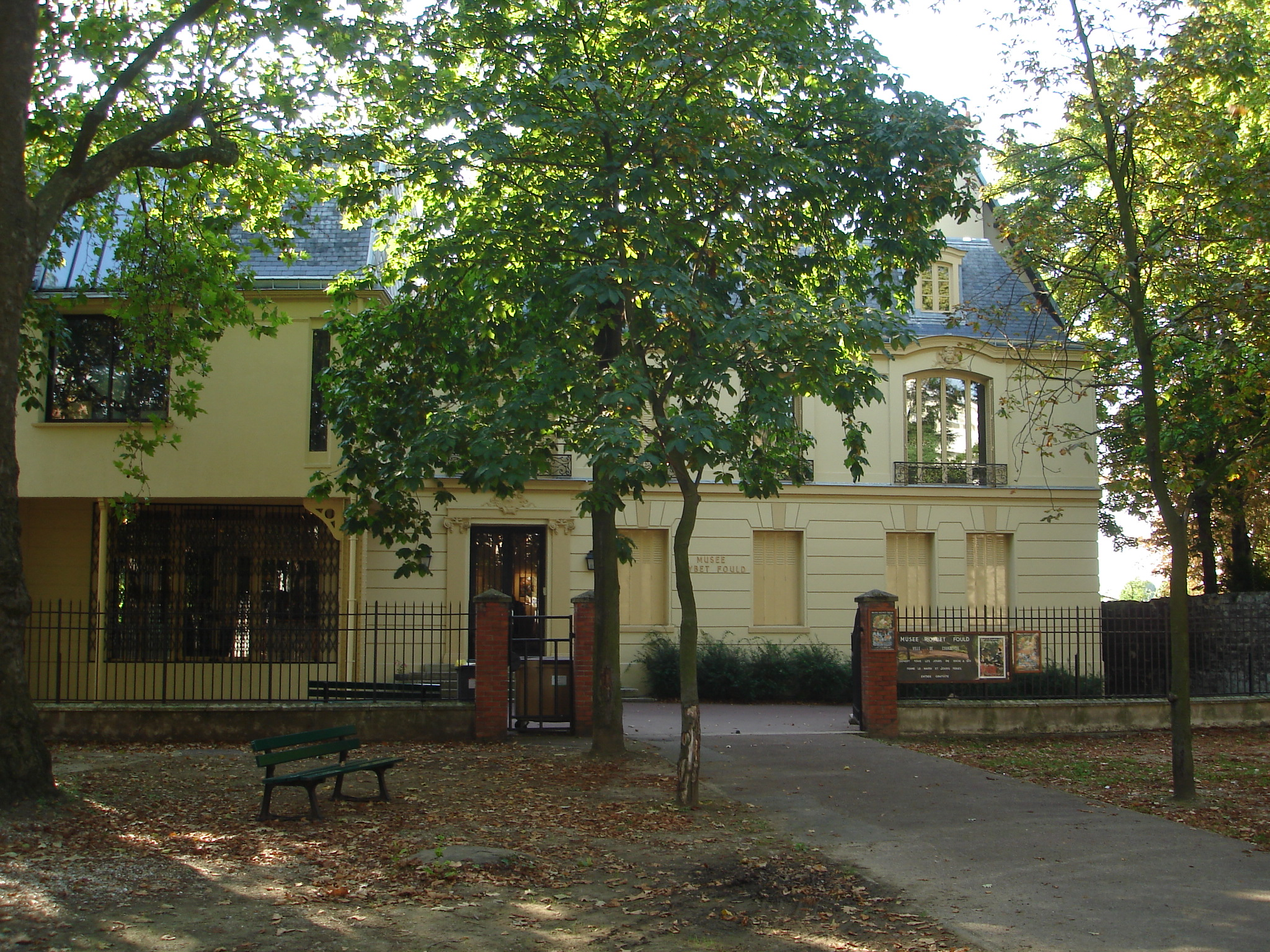
Musée Roybet-Fould.
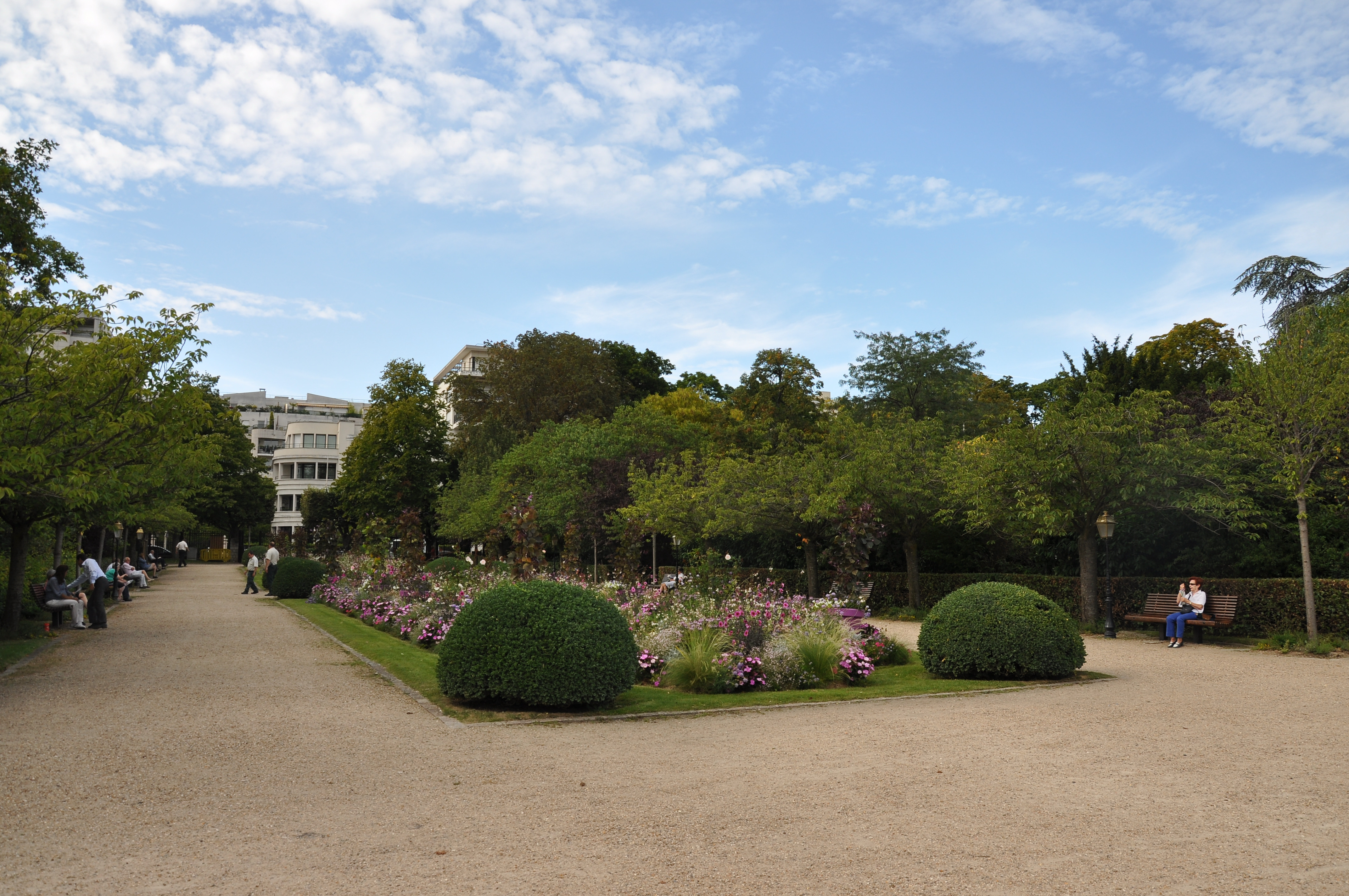
La partie haute de parc.
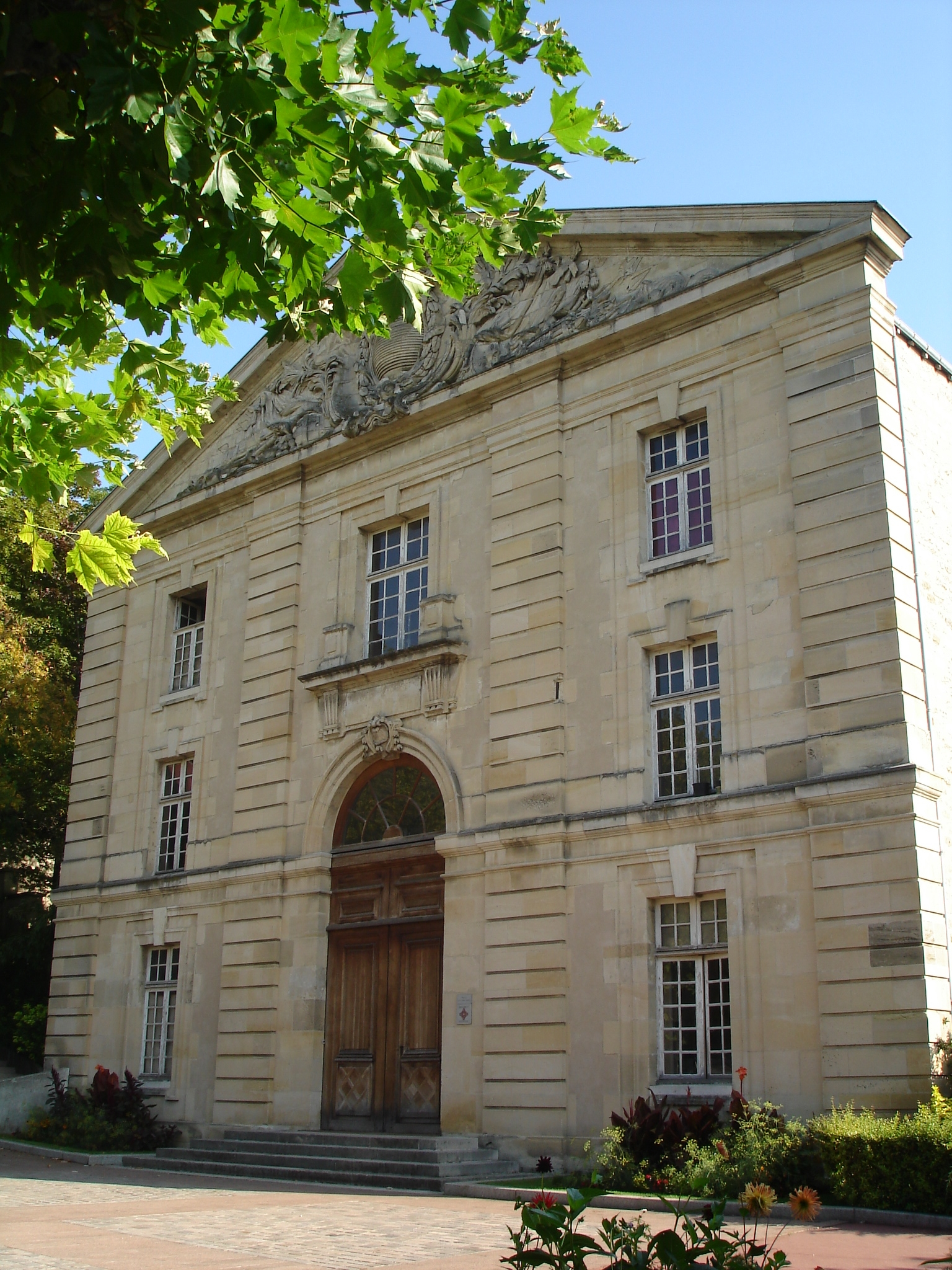
Fronton de l'ancienne caserne Charras.
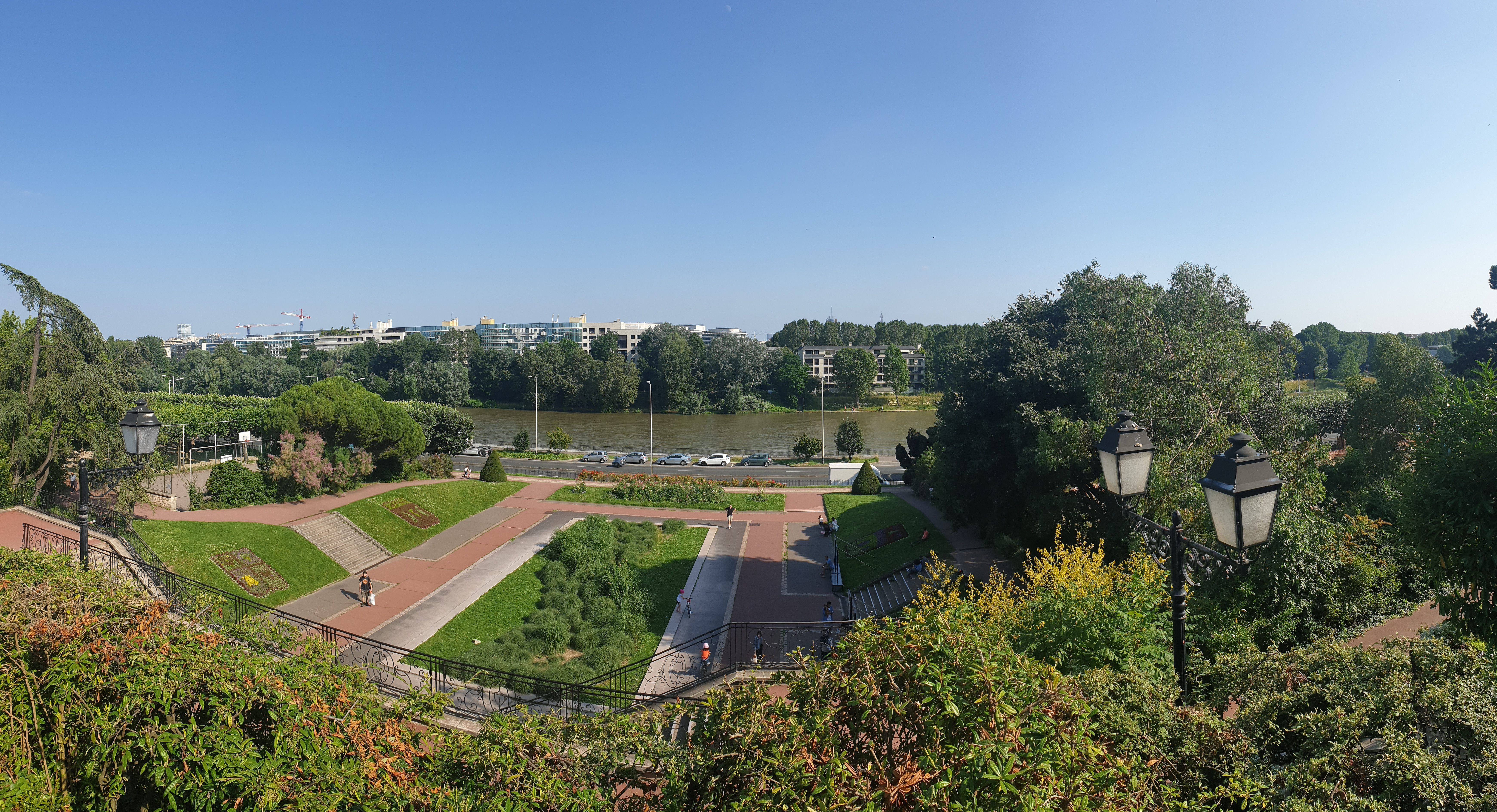
Vue depuis le parc durant l'été 2021.

## Mémorial
Un mémorial au général Leclerc a été érigé au centre du parc, face à la Seine, reprenant sa célèbre devise: 
« Jurez de ne déposer les armes que lorsque nos couleurs, nos belles couleurs, flotteront sur les cathédrales de Metz et de Strasbourg. »
En 2018, la stèle est déplacée devant le cercle des Anciens Combattants, face à l'ancienne mairie, dans un petit parc en face du Centre Culturel.

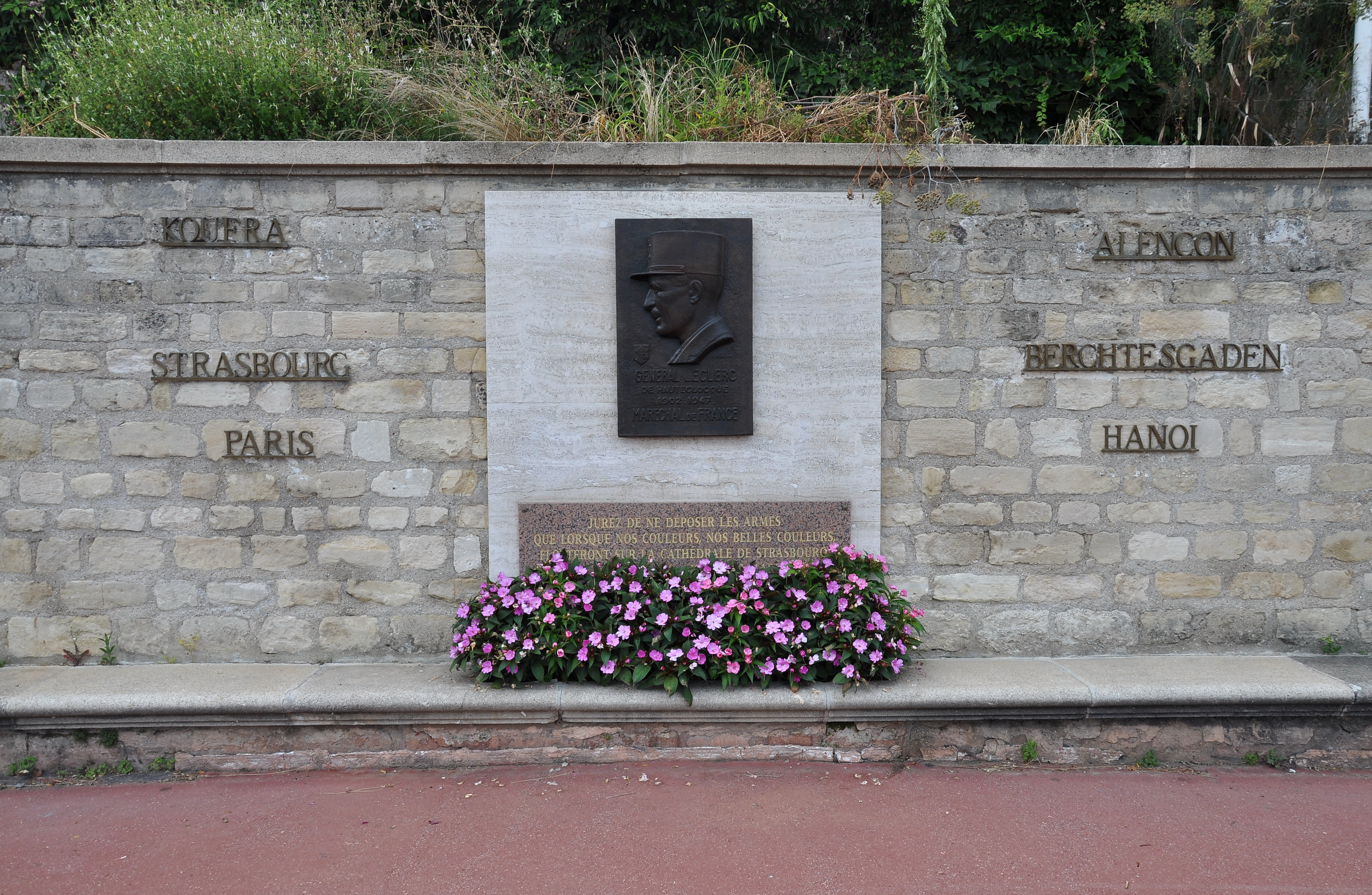
Monument à la mémoire du général Leclerc.